# Ischnocolus numidus
Ischnocolus numidus är en spindelart som beskrevs av Simon 1909. Ischnocolus numidus ingår i släktet Ischnocolus och familjen fågelspindlar. Inga underarter finns listade i Catalogue of Life.